# Цзу Сінь
Цзу Сінь (кит. трад.: 祖辛; піньїнь: Zu Xin) — правитель Китаю з династії Шан, син Цзу Ї.
Правив упродовж 16 (відповідно до інших джерел 14) років. Після смерті Цзу Сіня трон успадкував його брат Во Цзя.